# Dina bint 'Abd al-Hamid
Dina bint 'Abd al-Hamid (in arabo دينا بنت عبد الحميد; Il Cairo, 15 dicembre 1929 – Amman, 21 agosto 2019) è stata regina consorte di Giordania dal 1955 al 1957, come prima moglie del re Husayn.

## Biografia

### Educazione e carriera
Dina nacque il 15 dicembre 1928 al Cairo, nel Regno d'Egitto, da Sharif Abdul-Hamid bin Muhammad Abdul-Aziz Al-Aun (1898-1955) e sua moglie Fahria Brav (morta nel 1982). Membro del Casato di Hashim, ha il diritto di usare il titolo onorifico Sharifa della Mecca come discendente agnatico di Al-Hasan ibn Ali, nipote del profeta islamico Muhammad.
Dina era cugina di terzo grado del suo futuro suocero, il re Talal di Giordania. Tramite sua madre, Dina apparteneva all'élite circassa dell'Egitto. Suo padre e i suoi zii reclamarono un waqf che consisteva in quasi 2000 feddan.
Come molti bambini dell'aristocrazia araba terriera, Dina fu mandata in un collegio in Inghilterra. Successivamente conseguì una laurea in letteratura inglese presso il Girton College, Università di Cambridge, e un diploma post laurea in scienze sociali presso il Bedford College di Londra.
Dopo il suo ritorno a casa, iniziò a insegnare letteratura e filosofia inglese all'Università del Cairo, mentre risiedeva nel ricco sobborgo di Maadi con i suoi genitori. Da giovane, Dina era considerata una donna molto bella, altamente istruita, sofisticata ed emancipata. Era molto amata dal suo entourage e dai suoi amici.

### Regina di Giordania
Dina incontrò per la prima volta suo lontano cugino Husayn nel 1952 a Londra, a casa di un parente dell'Iraq. Il re stava studiando alla Harrow School mentre lei studiava al Girton College di Cambridge e stava conseguendo la laurea in lettere che ottenne con il massimo dei voti. Dopo la laurea,  tornò in Egitto, dove in seguito Husayn la visitò a Maadi.
Nel 1954, due anni dopo l'ascesa di suo figlio al trono, la madre di Husayn, la regina vedova Zein, che esercitò un'influenza significativa all'inizio del suo regno, annunciò l'impegno del re e di Dina. La coppia fu considerata perfetta poiché Dina era una principessa hashemita e cresciuta con la migliore educazione che l'Occidente potesse offrire. L'unione era stata anche fortemente favorita da Gamal Abdel Nasser, il futuro presidente dell'Egitto. Si sposarono il 19 aprile 1955. La sposa aveva 26 anni e lo sposo aveva 19 anni.
Dopo il suo matrimonio, Dina divenne la regina di Giordania. Secondo l'autore Isis Fahmy, che ha intervistato Dina alla presenza di suo marito il giorno del loro matrimonio, Husayn dichiarò con determinazione che Dina non avrebbe avuto alcun ruolo politico. Fahmy notò che Husayn aveva intenzione di esercitare autorità su Dina, in quanto dotata di una forte personalità, e la regina madre Zein, la madre di Hussein la considerava una minaccia al suo stesso status.
Presto divenne chiaro che il re e la regina avevano poco in comune. Il 13 febbraio 1956, diede alla luce la prima figlia del re, la Principessa Alia, ma la nascita della figlia non aiutò il matrimonio reale.

### Principessa di Giordania
Nel 1956, mentre la regina era in vacanza in Egitto, il re la informò della sua intenzione di separarsi da lei. Probabilmente Husayn lo fece su suggerimento di sua madre, la regina Zein, con la quale Dina era in pessimi rapporti.
La coppia divorziò il 24 giugno 1957, durante un periodo di tensione tra la Giordania e l'Egitto. Da quel momento divenne nota come S.A.R. la Principessa Dina Abdul-Hamid di Giordania. All'ex regina non fu permesso di vedere sua figlia per molto tempo dopo il divorzio.
Il 7 ottobre 1970, Dina sposò il Tenente colonnello Asad Sulayman Abd al-Qadir (nato il 27 ottobre 1942 a Betlemme), alias Salah Ta'amari, un guerrigliero palestinese che divenne un alto funzionario dell'Organizzazione per la liberazione della Palestina. Fu imprigionato dagli israeliani nel 1982. Un anno dopo, Dina negoziò uno dei più grandi scambi di prigionieri della storia, liberando suo marito e altri 8000 prigionieri.

## Patrocini
- Presidente onorario della Associazione delle donne musulmane del Regno Unito.

## Opere
- Duet for Freedom, Quartet Books Ltd, 268 pages, (29 January 1988). ISBN 0704326779[2]

## Discendenza
Dina bint 'Abd al-Hamid e il primo marito Husayn di Giordania ebbero una figlia:
- Principessa Alia (1956).

## Titoli e trattamento
- 15 dicembre 1929 - 19 aprile 1955: Sharifa Dina bint 'Abd al-Hamid
- 19 aprile 1955 - 25 giugno 1957: Sua Maestà, la regina di Giordania
- 25 giugno 1957 - 7 ottobre 1970: Sua Altezza Reale, la principessa Dina di Giordania
- 7 ottobre 1970 - 21 agosto 2019: Principessa Dina di Giordania